# Futura (carattere)
Prodotto a partire dal 1927, il Futura è un carattere tipografico senza grazie progettato dal tipografo e grafico tedesco Paul Renner.
Fu reso pubblico dalla fonderia Bauersche Gießerei (meglio nota come Bauer).

## Storia
Nacque dal redesign che Paul Renner effettuò a partire da un carattere progettato da un suo allievo della Graphische Berufschule di Francoforte sul Meno.
Sebbene Renner non fosse associato alla Bauhaus, prese molta ispirazione dal suo stile di design in quell’epoca e credeva che un carattere tipografico moderno dovesse esprimere modelli moderni, piuttosto che essere una rivisitazione di un design precedente. 
Renner infatti disprezzava i precedenti font lineari grotteschi e si basò su forme geometriche (specialmente su cerchi quasi perfetti) e su lettere con uno spessore quasi sempre uniforme. Futura fu creato per distinguersi dai precedenti caratteri lineari più elaborati e dai caratteri calligrafici, l’obbiettivo era promuovere semplicità, modernismo e industrializzazione.
Renner cominciò la progettazione del Futura nel 1924 e nei suoi progetti originali, disegnò lettere più astratte, ma prese poi un approccio più semplice e più geometrico. Ma nonostante la geometricità del font, alcune scelte di design si basano su caratteri graziati. Il design di Futura evita il decorativismo, eliminando elementi non essenziali, ma fa lievi deviazioni dai design puramente geometrici che permettono alle forme delle lettere di essere più bilanciate.
Futura fu sviluppato come contributo al progetto New Frankfurt, un progetto di edilizia il cui scopo era modernizzare la città di Francoforte.
Fu pubblicizzato dalla Bauer come "il carattere della nostra epoca" e "il carattere di oggi e domani" andando proprio a esaltare la modernità del Futura.
La Bauer si impegnò molto anche nell’adattare il Futura a diverse dimensioni di testo, che però, fece rimanere Renner deluso per la lentezza del processo che permise a Erbar, il carattere avversario della fonderia Ludwig & Mayer, di precedere il Futura di circa un anno.
Venne presentato da Renner stesso alla V Triennale di Milano, nel 1933, riscontrando in brevissimo tempo un grande successo.
Futura ebbe subito successo e altre fonderie cominciarono subito a produrre caratteri simili e derivati, specialmente negli Stati Uniti. Mentre nel Regno Unito, venne subito oscurato dal Gill Sans, che divenne popolare per ragioni simili perché, sebbene umanista tendeva comunque verso i font geometrici.

## Utilizzo
Il Futura venne utilizzato nei documenti nazisti durante la seconda guerra mondiale e nel 1941 divenne uno dei font standard del regime nazista, sebbene prima utilizzavano font gotici e disprezzavano i caratteri moderni.
Dal 1961 una variante del tipo denominata Futura halbfett venne utilizzata per la segnaletica della ferrovia federale tedesca (DB). Fu utilizzata anche dall'azienda berlinese di trasporti pubblici (BVG), e in Italia è attualmente utilizzato dalle Ferrovie dello Stato, sia negli orari che nella segnaletica.
Il Futura è stato persino utilizzato per la targa lasciata sulla Luna dalla missione Apollo 11 nel 1969.
Nel 1980, Anatoli Muzanov creò una variante cirillica del Futura per essere usata nei Giochi Olimpici di Mosca.
Il futura è stato anche utilizzato in film come V for Vendetta, American Beauty, e 2001: A Space Odyssey e da artisti come Barbara Kruger e Shepard Fairey.
Molte compagnie famose hanno utilizzato il Futura nei loro loghi, e si tratta di compagnie che si occupano di cose completamente diverse fra di loro, questo dimostra quanto il Futura sia un font versatile che si adatta a molte situazione diverse.
Tra le compagnie più note che utilizzano il Futura nel loro logo abbiamo Nike, Supreme, Red Bull, FedEx, M6, Gilette, Canal+, Absolut Vodka, Calvin Klein, Louis Vuitton, Dolce e Gabbana, Cisco, Omega, Swissair, Rai e Volkswagen.

## Caratteristiche

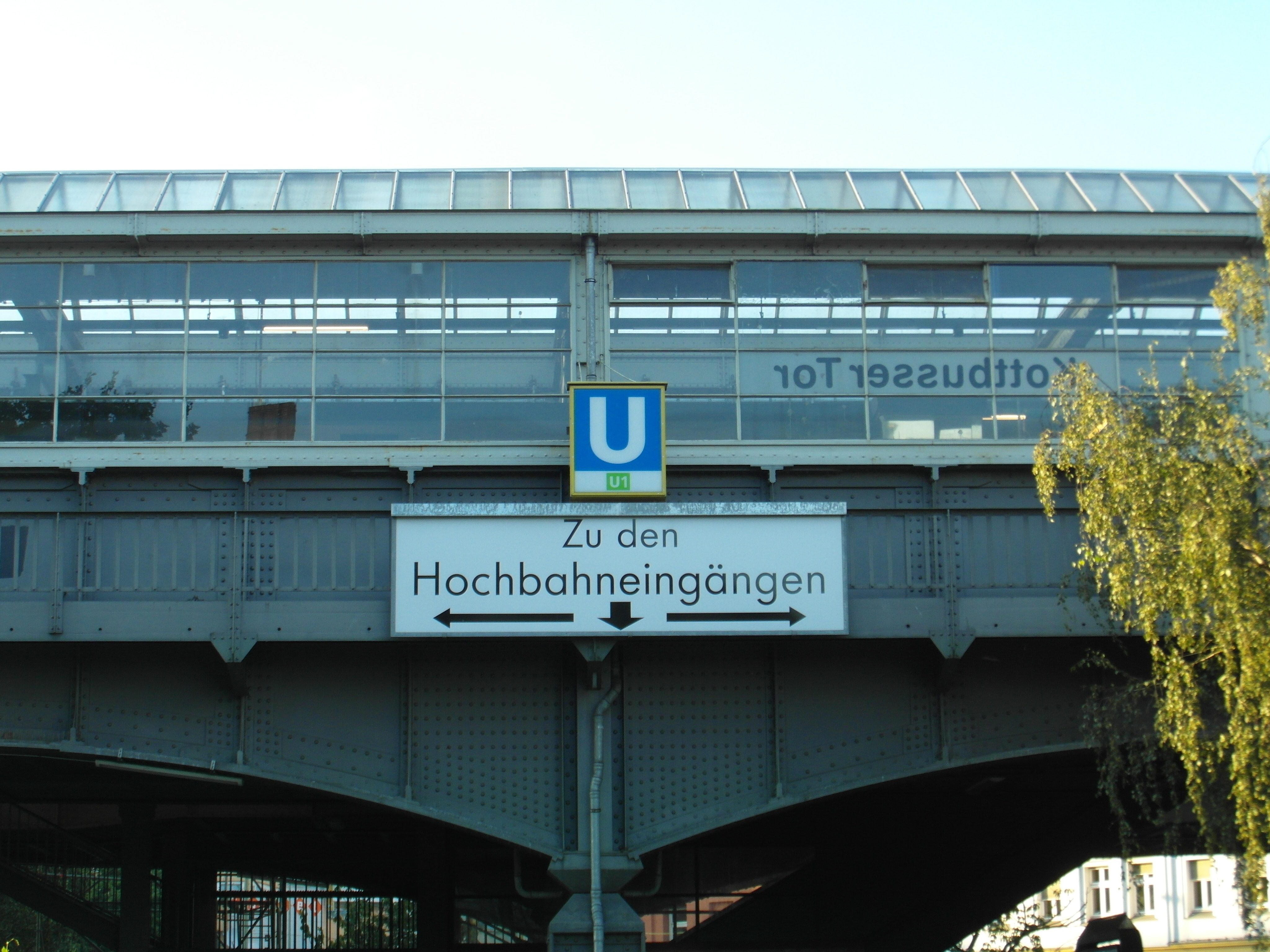
Il carattere Futura utilizzato sulla metropolitana di Berlino

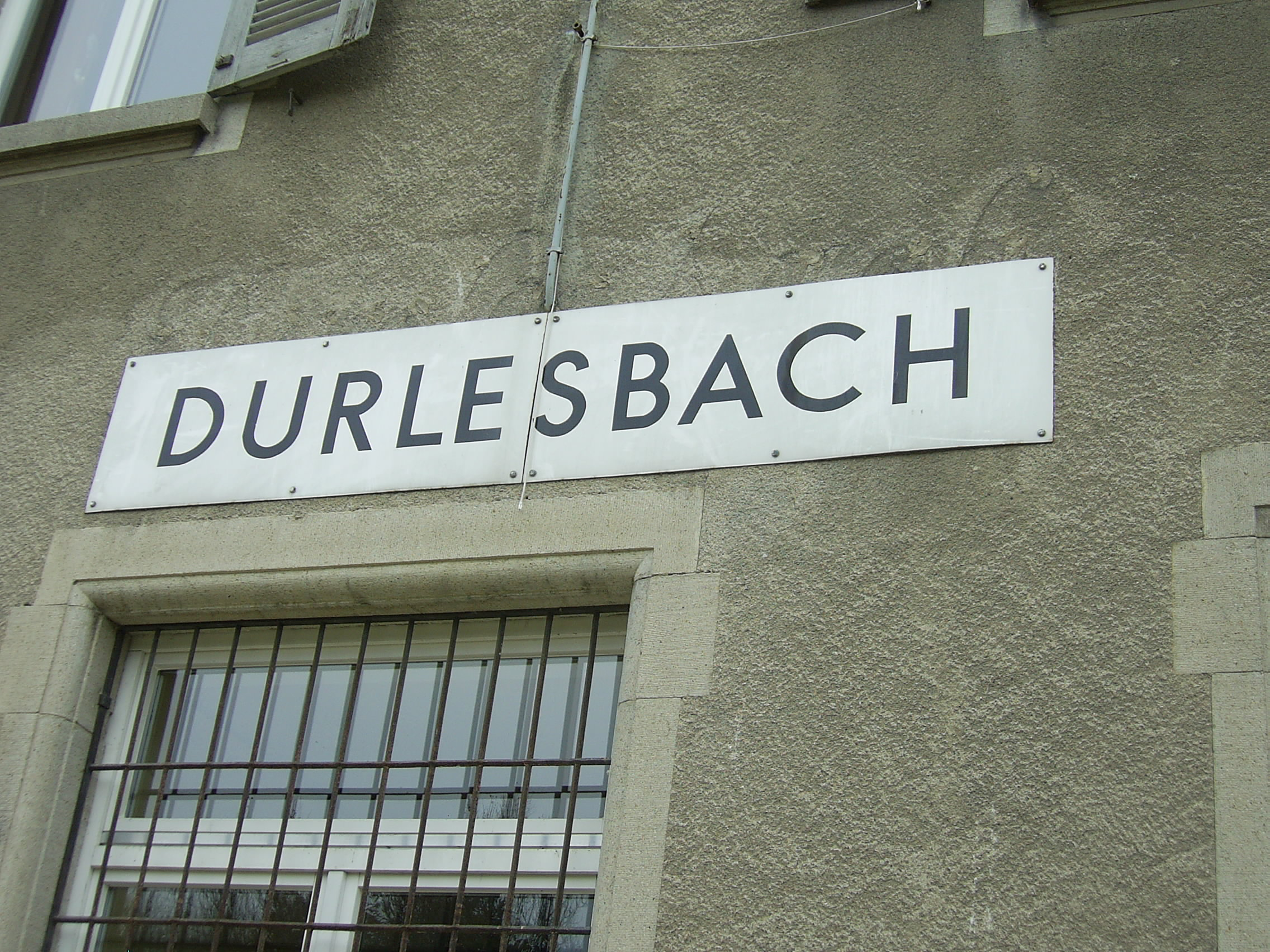
Il carattere Futura usato in passato dalla ferrovia federale tedesca (DB)

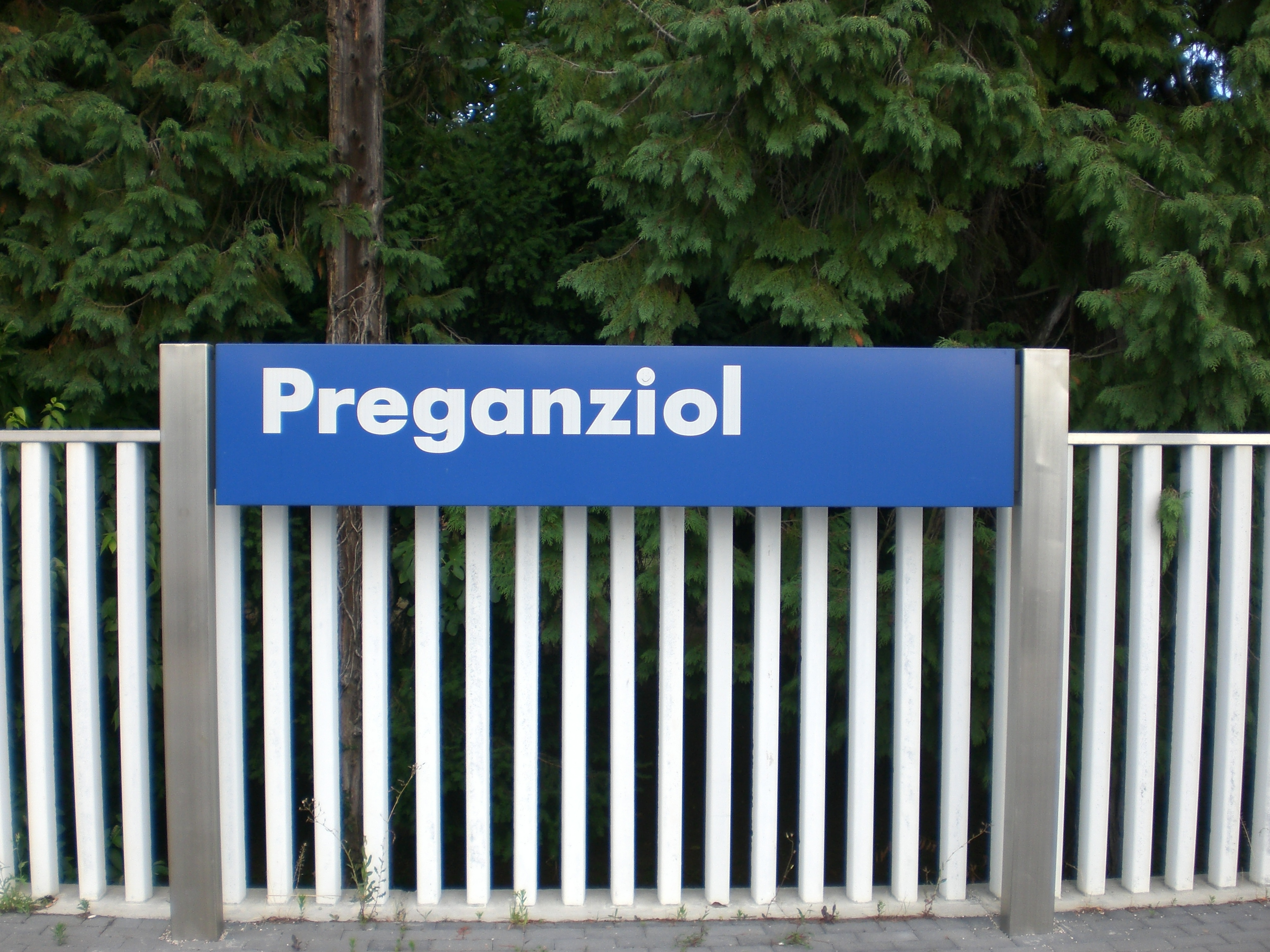
Il carattere Futura utilizzato dalle Ferrovie dello Stato Italiane

È un carattere di tipo lineare che deriva da caratteristiche proprie della progettazione del Bauhaus, quali equilibrio compositivo e costruttivismo.
Ecco un elenco delle sue caratteristiche visuali:
- Aste ascendenti sopra l’altezza delle maiuscole, perciò quando usato per scrivere un testo l’interlinea è maggiore.
- Forme geometriche, maggiormente circolari (utilizzo di cerchi quasi perfetti) ma comunque con punte ben presenti in alcuni punti.
- Forme “monostoriche” (come nella a e nella g minuscole).
- Altezza delle lettere minuscole minore rispetto al normale.
- Le lettere maiuscole utilizzano proporzioni simili a quelle delle lettere maiuscole romane.
- Linee di spessore uniforme tranne che nelle lettere come la b minuscola dove la pancia si assomiglia leggermente nel punto in cui va toccare l’asta verticale.
- Cravatte leggermente sopra la metà della lettera
- La j minuscola non ha un uncino e scende quindi dritta.

## Famiglie
Nel corso degli anni, sono state prodotte molte versioni di Futura da fonderie diverse.

### Di tipo Metallico
- Futura Black: Rilasciato nel 1929, è un design più alternativo che si distacca dal Futura originale utilizzando “lettere stencil” con forme più triangolari.
- Futura Display: Rilasciato nel 1932, utilizza tratti più spigolosi e le lettere risultano quindi più rettangolari. Viene anche chiamato Futura Schlagzeile.
- Steile futura: Tentativo di Renner di distaccarsi dal modello geometrico e avvicinarsi di più ai font lineari del diciannovesimo secolo, assomiglia al futura display ma un po' più arrotondato. Renner cominciò a svilupparlo negli anni ‘30 e venne pubblicato dalla Bauer nel 1952.
- Futura Inline: Ha semplicemente una linea vuota all’interno delle lettere.

### Digitali
- Architype Renner: Rilasciato nel 1993 da The Foundry, si basa sugli schizzi originali sperimentali di Renner dove ha disegnato dei caratteri più astratti e contiene appunto questi caratteri alternativi. Utilizza numeri in stile antico.
- Futura ND: Rilasciato nel 1999 da Neufville Digital, disponibile anche nella famiglia Black e la famiglia Display. Basate sulle fonti originali della Bauer, include maiuscole piccole e numeri in stile antico, disponibile anche come Condensed, Display e Black. Venne anche rilasciata la famiglia Alternate nel 2015 da Bauer, conteneva anche i caratteri alternativi.
- Paratype: Ha prodotto tre versioni: Futura PT (2007), Futura Futuris (1991) e Futura Eugenia (1987). Aggiungono tutti caratteri cirillici e il Futura Eugenia si basa sul Futura Black mantenendo lo stile stencil.
- Bukra: Variante arabica del Futura creata da Pascal Zoghbi, il nome “Bukra” vuol dire “nel futuro” in arabo riferendosi al nome originale del Futura.
- URW++: Ha pubblicato due versioni, contenenti molti pesi tra cui anche design stencil e ombreggiati. Inoltre presenta delle j minuscole con un uncino.
- Futura Classic: Creato da Gert Wiescher, utilizza anch’esso alcuni dei caratteri alternativi degli schizzi originali.
- Formera: Creato da Bastien Sozzo e rilasciato nel 2011, originariamente chiamato Futura Renner, assomiglia anch’esso agli schizzi originali e utilizza alcuni dei caratteri alternativi. Il tratto utilizzato dà l’idea che sia stato disegnato a mano.
- Futura Next: Creata da Marie-Thérèse Koreman nel 2016. È simile al Futura ND Alternate, presenta una j minuscola con l’uncino e include anch’essa piccole maiuscole e numeri in stile antico.
- Futura Now: La versione più moderna, rilasciata nel 2020 da Monotype. Basata sul primo design originale ed è considerato il Futura più "veritiero".